# Oriol Romeu
Pour les articles homonymes, voir Romeu.
Oriol Romeu Vidal, né le 24 septembre 1991 à Ulldecona, est un footballeur espagnol qui joue au poste de milieu de terrain au FC Barcelone (football)

## Biographie

### En club

#### Formation à Barcelone (2001-2011)
Avant d'intégrer La Masia du FC Barcelone en 2004, Oriol Romeu est passé par l'Espanyol de Barcelone qui ne le garda pas en raison de sa petite taille à l'époque.
Fran Sánchez, son entraîneur chez les cadets du Barça, le définit ainsi: « Oriol appartient à cette nouvelle génération de milieux défensifs, très forts défensivement mais aussi capables d'organiser le jeu ». Oriol maintient bien sa position et interprète le jeu à la manière de Sergio Busquets.
Pep Guardiola l'a fait débuter en équipe première du FC Barcelone en décembre 2009 lors d'un match amical au Koweït contre Kazma juste après la Coupe du monde des clubs.
Oriol Romeu a participé lors de la saison 2009-2010 à la promotion du Barça Atlètic en deuxième division sous les ordres de Luis Enrique.
En août 2010, il a joué et remporté la Supercoupe d'Espagne, son premier trophée officiel avec la première équipe du FC Barcelone.
Le 22 septembre 2010, après que le club d'Arsenal ait manifesté de l'intérêt pour lui, Oriol Romeu a prolongé son contrat avec le FC Barcelone jusqu'en 2012 avec une clause libératoire de 30 millions d'euros.

#### Transfert à Chelsea et prêt divers (2011-2015)
Le 21 juillet 2011, Oriol Romeu quitte le FC Barcelone pour rejoindre Chelsea. Le montant du transfert est d'environ 5 millions d'euros. Toutefois le FC Barcelone s'est réservé un droit de rachat du joueur jusqu'en 2013, droit auquel le club ne donne pas suite.
Oriol Romeu connait sa première titularisation en championnat contre Wolverhampton le 26 novembre 2011 (victoire 3-0).
Il joue son premier match de  Ligue des champions contre le club belge du Racing Genk (5-0).
Après l'arrivée du nouvel entraineur Roberto Di Matteo, Oriol Romeu se retrouve à plusieurs reprises sur le banc de touche et n'est titularisé que deux fois en championnat.
En juillet 2013, il est prêté pour une saison au Valence CF et la saison suivante, en août 2014, il est prêté au VfB Stuttgart.

#### Départ à Southampton (2015-2022)
En août 2015, il s'engage pour trois ans avec Southampton pour environ 7 millions d'euros et prolonge son contrat en janvier 2017 avec Southampton jusqu'en 2021.

#### Transfert au Girona FC (2022-2023)
En 2022, il signe pour une saison au Girona FC.

#### Retour au FC Barcelone et prét  au Girona FC (2023-)
En juillet 2023, il effectue son retour au sein de son club formateur, le FC Barcelone, paraphant un contrat courant jusqu'en 2026.
Le 2 août 2024, il est prêté à Girona FC.

### Équipe nationale
Oriol Romeu a pris part avec l'Espagne au Championnat d'Europe des moins de 17 ans en 2008 et à celui des moins de 19 ans en 2009. Il fut le plus jeune joueur du Championnat du monde espoir en 2009. En 2010, il fait partie de l'effectif qui obtient la médaille d'argent au Championnat d'Europe des moins de 19 ans qui se dispute en France.
En juillet 2011, il est sélectionné pour jouer le Championnat du monde des moins de 20 ans qui se dispute en Colombie.
Il faisait partie de l'équipe espagnole éliminée dès la phase de groupes aux Jeux olympiques de 2012,entrant en jeu lors du premier match et titularisé lors du dernier.

## Vie personnelle
Romeu, connu pour son intérêt pour la littérature, a écrit une autobiographie intitulée La temporada de mi vida, el viaje interior de un futbolista (La saison de ma vie, le voyage intérieur d’un footballeur).

## Statistiques détaillées
| Saison                | Club                  | Championnat           | Championnat | Championnat | Championnat | Coupe nationale | Coupe nationale | Coupe nationale | Coupe de la Ligue | Coupe de la Ligue | Coupe de la Ligue | Supercoupe | Supercoupe | Supercoupe | Compétition(s) continentale(s) | Compétition(s) continentale(s) | Compétition(s) continentale(s) | Compétition(s) continentale(s) | Total | Total | Total |
| Saison                | Club                  | Division              | M.          | B.          | P.d.        | M.              | B.              | P.d.            | M.                | B.                | P.d.              | M.         | B.         | P.d.       | Comp.                          | M.                             | B.                             | P.d.                           | M.    | B.    | P.d.  |
| 2010-2011             | FC Barcelone B        | Liga Adelante         | 4           | 0           | 0           | -               | -               | -               | -                 | -                 | -                 | -          | -          | -          | -                              | -                              | -                              | -                              | 4     | 0     | 0     |
| 2010-2011             | FC Barcelone          | Liga                  | 1           | 0           | 0           | -               | -               | -               | -                 | -                 | -                 | 1          | 0          | 0          | C1                             | -                              | -                              | -                              | 2     | 0     | 0     |
| 2011-2012             | Chelsea FC            | Premier League        | 16          | 0           | 0           | 1               | 0               | 0               | 1                 | 0                 | 0                 | -          | -          | -          | C1                             | 3                              | 0                              | 0                              | 21    | 0     | 0     |
| 2012-2013             | Chelsea FC            | Premier League        | 6           | 0           | 0           | -               | -               | -               | 2                 | 1                 | 0                 | -          | -          | -          | C1                             | 1                              | 0                              | 0                              | 9     | 1     | 0     |
| Sous-total            | Sous-total            | Sous-total            | 22          | 0           | 0           | 1               | 0               | 0               | 3                 | 1                 | 0                 | -          | -          | -          | -                              | 4                              | 0                              | 0                              | 30    | 1     | 0     |
| 2013-2014             | FC Valence (prêt)     | Liga                  | 13          | 0           | 0           | 1               | 0               | 0               | -                 | -                 | -                 | -          | -          | -          | C3                             | 4                              | 0                              | 0                              | 18    | 0     | 0     |
| 2014-2015             | VfB Stuttgart (prêt)  | Bundesliga            | 27          | 0           | 0           | 1               | 0               | 0               | -                 | -                 | -                 | -          | -          | -          | -                              | -                              | -                              | -                              | 28    | 0     | 0     |
| 2015-2016             | Southampton FC        | Premier League        | 29          | 1           | 0           | 1               | 1               | 0               | 3                 | 0                 | 0                 | -          | -          | -          | C3                             | 2                              | 0                              | 0                              | 35    | 2     | 0     |
| 2016-2017             | Southampton FC        | Premier League        | 35          | 1           | 0           | 2               | 0               | 0               | 3                 | 0                 | 0                 | -          | -          | -          | C3                             | 6                              | 0                              | 0                              | 46    | 1     | 0     |
| 2017-2018             | Southampton FC        | Premier League        | 35          | 1           | 0           | 5               | 0               | 0               | 1                 | 0                 | 0                 | -          | -          | -          | -                              | -                              | -                              | -                              | 41    | 1     | 0     |
| 2018-2019             | Southampton FC        | Premier League        | 31          | 1           | 0           | 1               | 0               | 0               | 1                 | 0                 | 0                 | -          | -          | -          | -                              | -                              | -                              | -                              | 33    | 1     | 0     |
| 2019-2020             | Southampton FC        | Premier League        | 30          | 0           | 0           | 2               | 0               | 0               | 3                 | 0                 | 0                 | -          | -          | -          | -                              | -                              | -                              | -                              | 35    | 0     | 0     |
| 2020-2021             | Southampton FC        | Premier League        | 21          | 1           | 1           | 1               | 0               | 0               | 1                 | 0                 | 0                 | -          | -          | -          | -                              | -                              | -                              | -                              | 23    | 1     | 1     |
| 2021-2022             | Southampton FC        | Premier League        | 36          | 2           | 2           | 4               | 0               | 0               | 2                 | 0                 | 1                 | -          | -          | -          | -                              | -                              | -                              | -                              | 42    | 2     | 3     |
| 2022-2023             | Southampton FC        | Premier League        | 1           | 0           | 0           | -               | -               | -               | 1                 | 0                 | 0                 | -          | -          | -          | -                              | -                              | -                              | -                              | 2     | 0     | 0     |
| Sous-total            | Sous-total            | Sous-total            | 226         | 7           | 3           | 16              | 1               | 0               | 15                | 0                 | 1                 | 0          | 0          | 0          | -                              | 8                              | 0                              | 0                              | 265   | 8     | 4     |
| 2022-2023             | Girona FC             | Liga                  | 33          | 2           | 0           | 1               | 0               | 0               | -                 | -                 | -                 | -          | -          | -          | -                              | -                              | -                              | -                              | 34    | 2     | 0     |
| 2023-2024             | FC Barcelone          | Liga                  | 28          | 0           | 1           | 2               | 0               | 0               | -                 | -                 | -                 | -          | -          | -          | C1                             | 7                              | 0                              | 0                              | 37    | 0     | 1     |
| 2024-2025             | Girona FC (prêt)      | Liga                  | 25          | 0           | 0           | -               | -               | -               | -                 | -                 | -                 | -          | -          | -          | C1                             | 6                              | 0                              | 0                              | 31    | 0     | 0     |
| Total sur la carrière | Total sur la carrière | Total sur la carrière | 379         | 9           | 4           | 22              | 1               | 0               | 18                | 1                 | 0                 | 1          | 0          | 0          | -                              | 29                             | 0                              | 1                              | 449   | 11    | 5     |

## Palmarès
Avec le FC Barcelone
- Vainqueur de la Supercoupe d'Espagne 2010.
- Vainqueur de la Liga 2010-2011.

Avec Chelsea FC
- Vainqueur de la Ligue des champions 2012.
- Vainqueur de la FA Cup 2012

Avec Southampton
- Finaliste de la League Cup 2017.